# 北九州市立医療センター
北九州市立医療センター（きたきゅうしゅうしりついりょう ‐ ）は、北九州市小倉北区にある医療機関。地方独立行政法人北九州市立病院機構が運営する病院である。

## 概要
1873年（明治6年）4月に「企救郡立小倉医学校兼病院」として開設され、1958年（昭和33年）4月小倉市制施行に伴い「小倉市立病院」と改称、1963年（昭和38年）2月北九州市発足により「北九州市立小倉病院」と改められた。末吉興一市政の時代に、北九州市営医療機関の中核として位置づけられ、大規模な増改築が行われ、1991年（平成3年）7月に現在の名称・陣容となった。
2019年4月、地方独立行政法人化された。

## 診療科
受診にあたっては、他の医療機関からの紹介状を必要とする診療科もある（産婦人科など）。
- 総合診療科
- 内科
- 循環器科
- 呼吸器科
- 消化器科
- 神経内科
- 糖尿病内科
- 心療内科
- 精神科
- 小児科
- 新生児科
北九州地区の「総合周産期母子医療センター」として指定されている。
- 小児外科
- 外科
- 心臓血管外科
- 脳神経外科
- 整形外科
- 呼吸器外科
- 皮膚科
- 泌尿器科
- 産婦人科
- 眼科
- 耳鼻咽喉科
- 放射線科
- 麻酔科
- 歯科
- 臨床検査科

## 出来事

### サービス残業問題
- 同センターに勤務する医師のうち約70人が、「部長」の肩書きを持たされているにもかかわらず、一切権限が与えられず、また時間外勤務手当が支給されておらず、「名ばかり管理職」状態にあるとして、北九州東労働基準監督署に申し立てを行い、同監督署は、同センターに対し、2009年（平成21年）1月22日付で是正勧告を行った[2]。

## アクセス
- 北九州モノレール「旦過駅」下車、徒歩2分
- 西鉄バス北九州「市立医療センター前」下車